# Christoph Zimmermann (Politiker)
Jacob Christoph Zimmermann (* 24. Juli 1788 in Hattersheim am Main; † 18. Juli 1844 ebenda) war ein deutscher Müller und Mitglied des Nassauischen Landtags.

## Leben
Christoph Zimmermann wurde als Sohn des Müllermeisters Wilhelm Zimmermann (1759–1789) und dessen Ehefrau Maria Elisabetha Dröser (1748–1782) geboren.
Er betrieb die väterliche Engelsmühle bei Hattersheim und erhielt 1833 aus der Gruppe der Grundbesitzer des Wahlkreises Wiesbaden ein Mandat in der Zweiten Kammer des Nassauischen Landtags. Er war der Nachfolger des Joseph Weiler, der zu den 15 Abgeordneten (von 22 Deputierten), die aus Protest gegen den Pairsschub von 1831 im Rahmen des Nassauischen Domänenstreites den Landtag boykottierten, gehörte.
Zimmermann nahm das Mandat nicht an. Als Nachfolger kam Friedrich Schenck in den Landtag.